# Električno letalo
Električno letalo je letalo, ki ga poganja elektromotor. Energijo dobiva iz akumulatorjev ali preko fotovoltaike. (Babič, Grčar, Malec, Maruško, Miljević, & Ulčar, 2003) 

## Princip delovanja
Največji problem pri delovanju električnega letala se ne skriva v motorju ali obliki letala, saj sta nam delovanje elektromotorja in aerodinamika letal znana že zelo dolgo. Največja težava s katero se srečujejo izdelovalci letal je od kot črpati električno energijo za letala. Poznamo več načinov:
Pridobivanje električne energije iz baterij: Princip delovanja takšnega letala je preprost, elektromotor pridobiva energijo iz baterije oziroma več akumulatorjev. Težava je le v tem da želimo zagotoviti čim več energije, ne da bi pretirano povečali težo našega letala. Posledica tega je da se takšen način pogona uporablja predvsem v ultralahkih letalih in jadralnih zmajih. To bi se dalo izboljšati z izboljšavo akumulatorjev oz. baterij, ki poganjajo naša letala. Slabost takšnega pridobivanja energije je definitivno v tem da baterije nimajo zadosti energije da bi za takšnim letalom lahko preleteli velike razdalje ali da bi lahko z njim prepeljali veliko število potnikov. Slovenci smo lahko še posebej ponosni na našega izdelovalca letal Iva Boscarola, ki je s svojim električnim letalom (Taurus G4) prepelje 4 potnike. To letalo nosi na svoje krovu tudi 450 kg litij-polimernih baterij, ki so lahko vnetljive. S tem letalom je podjetje Pipistrel zmagalo na nasinem tekmovanju saj jim je uspelo preleteti več kot 200 milj (320 km), s povprečno hitrostjo 100 milj/uro (160 km/h) in porabljeno gorivo ni smelo biti večje kot 1 galon (3,8 l) na potnika. 
Pridobivanje električne energije iz sonca:Princip delovanja takšnega letala je podoben kot princip delovanja vrtne svetilke, ki deluje na sončne celice. Takšno letalo ima na zgornji strani kril vgrajene sončne celice, ki absorbirajo veliko količino sončne energije, ki se nato pretvori v mehansko energijo. Zanimivo je da lahko v teoriji takšno letalo leti po več let naenkrat, saj leti na takšni višini cca. 30.000 m da nanj vremenski vplivi ne delujejo. Sicer je zelo optimistično rečeno da lahko s tem letalom letimo neskončno dolgo ampak rekordi, ki so jih postavila letala na električni pogon so dokaj impresivni. Najdaljši polet letala (brez potnika) je trajal 14 dni, medtem ko je takšnemu letalu s potnikom uspelo ostati v zraku kar 26 ur.
Pridobivanje električne energije preko brezžičnega prenosa: Princip delovanja, ki je trenutno v uporabi zelo malo ali pa sploh nič, bi lahko spremenil ne samo letalstvo ampak promet kot celoto. Celoten način delovanja je takšen da se na tleh naredi oddajnik, ki kot laser ali brezžični prenos moči električnemu letalu nudi zadostno količino energije. Energija se pošilja po zraku, do letala katero je opremljeno s sprejemnikom. Mikrovaloven prenos moči je bil prvič uporabljen leta 1964 za miniaturni model helikopterja, ki je v zraku zdržal kar 10 ur. Nasini raziskovalci so leta 2002, uspešno dokazali uporabo reflektorjev in laserskih žarkov za zagotavljanje energije majhnemu letalu brez potnikov. 

## Integracija letal
Najbolj prevladujoča oblika električnega pogona v letalstvu se pojavi v sektorju jadralnih letal. Oba, Pipistrel in Letalstvo Lange sta ustvarila letala, ki lahko z električno energijo premagata dolge razdalje zaradi svoje lahkosti in nizke vrednosti upora. Velika slabost teh letal pa so stroški za zagotavljanje električne energije. Naj si gre za baterijo, gorivno celico ali ultra kondenzator je cena veliko višja kot je cena trenutne dobave goriva. Letalski bencin lahko proizvede približno 6,0 kW/0,5 kg goriva (6,0 kW/funt goriva), medtem ko so litij-ionske baterije naslednja najbolj učinkovit vir energije z minimalno 0,25 kW/0,5 kg goriva (0,25 kW/funt goriva (Collum, 2010)
V zadnjem času so podjetja kot je Lange Gradnje letal vgradila module z jadralnimi letali v že obstoječ električni pogon, ki lahko dajo natančno oceno trenutne motorne tehnologije v povezavi z operativnimi zmogljivostmi. Z maksimalno težo 660,57 kg (1455 funtov) se lahko letalo dviguje z maksimalno 393,16kg (866 funtov) z 42 kW/57 konjskih moči DC brezkrtačnim motorjem z 1700 vrt/min (Agency, 2006). Če povežemo konjsko moč z zgoraj omenjenim Raser Technologies motorjem je razvidno, da je potrebna raziskava z večjim letalom s trenutnimi napajalniki. 
Nedavno je Boeing predstavil prvo letalo na gorivne celice na svetu. Letalo Diamond Dimona je motorno jadralno letalo, ki je prvič poletelo leta 2008. Leti lahko s 101,37 km/h (63 mph) vsaj 20 minut (Boeing, 2008).
Bok ob boku z Boeingom tekmuje tudi italijansko letalo SkySpark. Letalo na izključno baterijski pogon lahko doseže hitrost do 248 km/h (154 mph) s 75 kW brezkrtačnim motorjem in litij-polimer baterijami (Grady, 2010) .Letalske podružnice sedaj sodelujejo z Digisky in Turin Politehničnima univerzama, da bi ustvarili letalo na vodikove gorivne celice in letalo na solarno energijo. 
En izmed nedavnih odkritij na področju električnih pogonov je poskusno letalo na električni pogon v kombinaciji s sposobnostmi lebdenja, ki ga izvajajo pri NASI. NASINO letalo Puffin bi lahko letelo 239,6 km/h (149 mph) z največjo hitrostjo 479,5 km/h (298 mph). S teoretično dolžino 80 km lahko motorji poganjajo letalo in enega pilota s samo 60 konjskimi močmi (Branstoff, 2010)
Bye energy se zavzema za komercializacijo tehnologij alternativne energije. S sestavo Strateškega svetovalnega sveta se Bye Energy osredotoča na alternativna letalska biogoriva in električni pogon. Novembra 2010 je Bye Energy predstavil najnovejši projekt, električno Cessno 172. Bye Energy uporablja 18-21 kg (40-50 funtov) težek električni motor, da pridobi približno eno uro letenja v Fazi 1. Podjetje bo potem začelo s Fazo 2, ki jo izvaja šest-kraki propeler, sončni kolektorji in regenerativno vezje, ki povečuje Cessnin čas letenja na približno dve uri (Trescott, 2010) Ta projekt je dokaz za delovanje popolnoma električne Cessne 172. 
Najnovejši projekt prihaja iz kitajskega podjetja Yuneec International, ki je razvilo Yuneec dvosed e430, enomotorno električno letalo. Narejeno za razred lahkih športnih letal (LSA) lahko to popolnoma električno letalo leti med 1,5 in 3 urami, odvisno od konfiguracije letala. Predvidoma bo na tržišču leta 2011 s ceno 89.000 dolarjev. (Yuneec International, 2010)

## Prednosti električnih letal
Uporaba električnih motorjev v letalstvu predstavlja za industrije številne koristi. Električni motorji imajo potencial za 95% učinkovitost. V primerjavi z motorjem z notranjim zgorevanjem, ki deluje s približno 18-23% (Choi, 2010)
Z zvočnega vidika električni motorji na 150 m višine delujejo na 50 decibelih, kar lahko primerjamo z glasnostjo pogovora. Trenutno so letališča pod strogim nadzorom v času, ko lahko vplivajo na okoliške soseske. Ker so nekatera letališča tehnično gledano javna domena, imajo prebivalci blizu letališča vpliv na delovanje letal. In ker veliko letal povzroča hrup, ki nekatere ljudi moti, morajo letala včasih leteti po strogem urniku, ki jim dovoli ali pa ne dovoli leteti.
Drug pomemben dejavnik je ta, da električni motorji proizvedejo občutno manj toplote kot motorji z notranjim zgorevanjem. To dramatično zmanjšanje toplote bi lahko zmanjšalo sledi letala in tako izboljšalo varnost pilota in letala med letenjem nad sovražnikovim ozemljem. (Choi, 2010)
Sistemi električnega pogona so koristni kar se tiče vzdrževanja. Pri motorjih, ki so trenutno v uporabi, so sistemi skupek več gibljivih delov, nadzorov toplote in goriva, zaganjalnikov in vse to je potrebno vzdrževati. Pri električnih motorjih so edini sistemi, potrebni za delovanje, dušilka, baterije, upravljalnik in motor. To zmanjša število potrebnih skupnih gibljivih delov in posledično manj menjav delov, manj nadzora, manj točk obrabe in manj možnosti za odpoved sistema. Pa tudi, čeprav so sedanji motorji enake izdelave in modela, vsak motor deluje drugače in je, za ohranjanje sinhronega delovanja, sistemu treba dodati nadzor, merilce in računalnike. V nasprotju lahko z ustreznim vezjem en regulator napetosti nadzoruje več električnih motorjev. Tako delovanje električnega motorja zmanjša potrebno količino nadzora, merilcev in računalnikov. Električni motorji delujejo enostavno v primerjavi s sedanjimi motorji. Ker je uporabljena napetost edina spremenljivka v sistemu, ki regulira delovanje motorja, je edina potrebna sestavina kontrola dušilke. To zmanjša potrebne sisteme za delovanje motorjev, možnosti za odpoved sistema ter zmanjša skupne stroške sistema, tako v smislu vzdrževanja kot začetne naložbe. 
Za razliko od motorjev z notranjim zgorevanjem, kjer na učinkovitost sistema vpliva vnos goriva, višina, vlaga, temperatura zraka, hitrost letala in drugi pogoji v atmosferi, električni motor ustvarja moč skozi relativno širok spekter okoljskih sprememb. To lahko zaradi tega, ker električni motor deluje enako pri različnih okoljskih spremembah do katerih pride med letom. Električni motor je zaprt sistem, ki ne porablja zraka in tako omenjene spremenljivke na začetku tega odstavka ne vplivajo na motor.
Več drugih dejavnikov, ki spodbujajo integracijo elektrike v primerjavi s sedanjo tehnologijo motorjev z notranjim zgorevanjem, vključuje izboljšano zanesljivost, varnost in nižje skupne stroške prvotnega nakupa in delovanja. Električni pogon je v primerjavi z motorjem z notranjim zgorevanjem čistejši, ekonomičen in ima širše obzorje za inovativno tehnologijo. (Bye, 2010)
Največ razlogov za vpeljavo alternativnih pogonov je v količini emisij svinca v letalski industriji. Gorivo, ki ga uporabljajo nekatere aplikacije, še zmeraj zahteva svinčev dodatek, ki prepreči detonacijo motorja. Tetraetil svinec (TEL) se uporablja za povečanje odpornosti proti detonaciji in omogoča višjo kompresijo. A zaradi tega svinčevega dodatka se Prijatelji Zemlje, svetovno spoštovane progresivne okoljske zagovorniške organizacije, naslovili peticijo na Agencijo za varstvo okolja (EPA) za odpravo svinčevih emisij v ozračju, ki jih povzroča letalstvo (Friends of the Earth, 2010). To bo pahnilo letalske trge kjer so letala edino prevozno sredstvo v ekstremne razmere kot npr. Aljasko in Havaje, in posledice so lahko uničujoče. 

## Razvoj
Prihodnost transporta se definitivno navezuje in povezuje z električno energijo. Ta vir energije je čist in okolju prijazen. Težava je le v tem da se hitro porablja in da človek še ni ugotovil kako bi shranil dovolj veliko količino električne energija, da bi z njo lahko poganjal potniško letalo, kar bi naj bil vrhunec vključevanja električnega pogona v letala. Za potniško, vojaško in tovorno letalstvo je skoraj nemogoče da bi njihov primaren vir energije bila elektrika, čeprav bi to bilo revolucionarno, saj bi s tem zmanjšali hrup, onesnaženje ter porabo fosilnih goriv. Da bi uresničili to ideologijo mora človeštvo najti rešitev v tem kako zagotoviti zadostno količino električne energije. Za celoten promet, bi bilo najugodnejše oziroma najbolj optimalno, da se pospešijo raziskovanja na področju brezžičnega prenosa električne energije na dolge razdalje, kakor je imel že to v mislih Nikola Tesla. Znanstveniki že razvijajo električno letalo, ki naj bi prebilo zvočni zdi.